# Adrianne Lenker
Adrianne Lenker   (Indianàpolis, 9 de juliol de 1991) és una música estatunidenca. És la vocalista principal, guitarrista i compositora del grup Big Thief, així com una cantautora consolidada.

## Trajectòria
Lenker va néixer a Indianàpolis i va créixer a Minnesota. Els seus pares van llogar cases a Coon Rapids, Nisswa i Bloomington, abans d'establir-se a Plymouth, on Lenker va viure durant 10 anys, llevat d'una breu estada a Santa Cruz. Va escriure la seva primera cançó als vuit anys, i va gravar el seu primer àlbum als tretze anys. També va ser la campiona estatal de karate tres anys consecutius.
El 28 de febrer de 2006, quan Lenker tenia 14 anys, va publicar el seu primer àlbum en solitari, Stages of the Sun. El 9 de gener de 2014 va publicar el seu segon àlbum en solitari, Hours Were the Birds.
L'any 2015, Lenker i Buck Meek, juntament amb Max Oleartchik i James Krivchenia, van formar el grup Big Thief, el primer àlbum de la qual es va publicar el 2016.
Lenker va publicar el seu tercer àlbum en solitari, Abysskiss, el 5 d'octubre de 2018. L'àlbum consta de cançons que Lenker va escriure durant una gira amb Big Thief, i dues de les cançons després ser arranjades es van incloure a l'àlbum del grup UFOF uns mesos després. El gener de 2024 Lenker també va anunciar el seu sisè àlbum d'estudi, Bright Future, que es va publicar el 22 de març de 2024. L'11 de març de 2024 va publicar un EP, I Won't Let Go of Your Hand, exclusivament a Bandcamp amb els beneficis destinats al Palestine Children's Relief Fund.
Tot i que Lenker se sent còmoda amb l'etiqueta «queer», ha expressat el desig de no definir la seva orientació sexual més enllà d'això. Les seves lletres sovint tracten qüestions relacionades amb el gènere i el binarisme: «sento dins meu un diàleg constant entre la meva masculinitat, la meva feminitat i la part de mi que no és cap d'aquestes coses. Només estic intentant parlar-ne perquè sento que soc una cosa molt ambigua».

## Discografia

### Àlbums d'estudi
- Stages of the Sun (LucidTunes, 2005)
- Hours Were the Birds (Saddle Creek, 2014)
- Abysskiss (Saddle Creek, 2018)
- Songs (4AD, 2020)
- Instrumentals (4AD, 2020)
- Bright Future (4AD, 2024)

### Àlbums en directe
- Live at the Southern (LucidTunes, 2006)

### EP
- a-sides (med Buck Meek; Saddle Creek 2014)
- b-sides (med Buck Meek; Saddle Creek 2014)
- I Won't Let Go of Your Hand (2024)

### Àlbums amb Big Thief
- Masterpiece (Saddle Creek, 2016)
- Capacity (Saddle Creek, 2017)
- U.F.O.F. (4AD, 2019)
- Two Hands (4AD, 2019)
- Dragon New Warm Mountain I Believe in You (4AD, 2022)